# Трофименко, Виталий Станиславович
Вита́лий Станисла́вович Трофиме́нко (25 декабря 1970) — советский и российский футболист, защитник, российский арбитр.

## Карьера
В 1988 году провёл 11 матчей за «Уралец». В 1989 году сыграл 39 встреч и забил 1 гол за «МЦОП Металлург». В 1990 году выступал на уровне КФК за «Металлург» из города Верхняя Пышма, принял участие в 26 поединках и забил 6 мячей. В сезоне 1991 года защищал цвета «Кубани», провёл 38 матчей в первенстве и 1 встречу в Кубке СССР.
С 1992 по 1997 год, с перерывом, выступал в составе «Лады», сменившей позже название на «Лада-Тольятти-ВАЗ», всего за это время сыграл 129 матчей и забил 2 гола в чемпионатах и первенстве, из них 32 встречи провёл в Высшей лиге России. В сезоне 1993 года стал вместе с командой победителем, а в сезоне 1995 года — серебряным призёром Первой лиги России. В 1994 году принял участие в 12 поединках в составе «Ростсельмаша».

## Достижения
- Победитель Первой лиги России: 1993
- 2-е место в Первой лиге России (выход в Высшую лигу): 1995

## После карьеры
С 2000 по 2004 год работал арбитром, обслуживал матчи Второго и Первого дивизионов и Кубка России.